# Oplopomus oplopomus
Oplopomus oplopomus es una especie de peces de la familia de los Gobiidae en el orden de los Perciformes.

## Morfología
Los machos pueden llegar a alcanzar los 10 cm de longitud total.

## Hábitat
Es un pez de mar y, de clima tropical (22 °C-29 °C)

## Distribución geográfica
Se encuentra desde el África Oriental hasta las Islas de la Sociedad e Islas Ryukyu.

## Observaciones
Es inofensivo para los humanos. 